# Rozh
Rozh Shamal, känd som Rozh, född 5 september 1995 i Blackeberg, Stockholm, död 30 juni 2019 i Blackeberg, Stockholm, var en svensk rappare och artist med kurdisk/irakisk bakgrund. Shamal mördades utanför sin port i juni 2019, något som skapade stor uppståndelse i media.

## Biografi
Shamal växte upp i Västerort i Stockholm, med sina föräldrar och två bröder. Hans 33-årige bror Shalaw mördades i en gängskjutning i Rissne 2018, och Rozh strävade fram till sin död efter att hitta de som låg bakom mordet. Han levde ett kriminellt liv som han försökte lämna men lyckades inte.

### Karriär
Shamals hiphopkarriär började när han upptäcktes av producenten Viktor Ax och fick gästa dennes låtar Soprano och Epilepsi. Ett år efter detta släppte han sin första egna singel, Dras till problem, vilket även blev den sista singeln Shamal hann släppa före sin död.
Rozh hade i oktober 2020 över 150 000 lyssnare i månaden, och hans debutlåt, Dras till problem, hade spelats över 9 miljoner gånger på Spotify.

### Död
Den 30 juni 2019, när Shamal gick ut på promenad med sin hund, blev han beskjuten av en maskerad man som väntat utanför Shamals port. Shamal träffades flera gånger i bålen och armen, och hans liv gick inte att rädda. Gärningsmannen flydde platsen på en lätt motorcykel, men greps senare av polisen och dömdes i mars 2020 till 12 års fängelse för mord och grovt vapenbrott. Den dömda mannen hette Fuad Ali och han var 19 år gammal vid mordet. Hade han varit 21 år eller äldre hade han istället fått 21 års fängelse.
Shamal lämnade efter sig en stor mängd osläppt musik, som hans vänner och familj senare släppte för att hedra hans minne.

## Diskografi

### Studioalbum
- 2022 - Alltid varit här